# Opisthoxia transversata
Opisthoxia transversata là một loài bướm đêm trong họ Geometridae.